# Jordan (rivière de Nouvelle-Zélande)
Pour les articles homonymes, voir Jordan.
La rivière Jordan (en anglais : Jordan River) est un cours d’eau mineur de la région de  Canterbury dans l’Île du Sud de la Nouvelle-Zélande.

## Géographie
Elle s’écoule du flanc nord de la chaîne de Kaikoura jusque dans le fleuve Awatere et elle s'écoule dans les limites de la ferme d'élevage de Molesworth Station.